# キム・デウォン
キム・デウォン（朝鮮語: 김대원、英語: Kim Dae Won、1979年11月1日 - ）は、韓国の男性総合格闘家。CMA KOREA/正進MMA GYM所属。

## 来歴
2006年4月2日、PRIDE初参戦となったPRIDE 武士道 -其の拾-で郷野聡寛と対戦し、腕ひしぎ十字固めで一本負けを喫した。
2007年10月28日、HERO'S KOREA 2007でマルセロ・ガッシアと対戦。1Rのガッシアのグラウンドを凌ぐと、2R開始早々に右フックからの右膝蹴りを浴びせると、ガッシアが額をカットし、ドクターストップによりTKO勝ち。
2008年5月11日、DREAM初参戦となったDREAM.3のミドル級グランプリリザーブマッチでメルヴィン・マヌーフと対戦し、大方の予想を覆し、マヌーフに分のある打撃で肉薄するも、TKO負け。

## 戦績
| 総合格闘技 戦績 | 総合格闘技 戦績 | 総合格闘技 戦績 | 総合格闘技 戦績 | 総合格闘技 戦績 | 総合格闘技 戦績 | 総合格闘技 戦績 |
| --------------- | --------------- | --------------- | --------------- | --------------- | --------------- | --------------- |
| 18 試合         | (T)KO           | 一本            | 判定            | その他          | 引き分け        | 無効試合        |
| 11 勝           | 4               | 3               | 4               | 0               | 0               | 0               |
| 7 敗            | 3               | 4               | 0               | 0               | 0               | 0               |

| 勝敗 | 対戦相手             | 試合結果                        | 大会名                                                                         | 開催年月日     |
| ×    | 坂下裕介             | 1R 1:40 TKO（マウントパンチ）   | HEAT36                                                                         | 2015年11月29日 |
| ×    | デニス・カーン       | 1R 1:49 肩固め                  | W-1 MMA 5: Judgment Day                                                        | 2010年6月19日  |
| ×    | メルヴィン・マヌーフ | 1R 4:08 TKO（パウンド）         | DREAM.3 ライト級グランプリ2008 2nd ROUND 【ミドル級グランプリ リザーブマッチ】 | 2008年5月11日  |
| ○    | マルセロ・ガッシア   | 2R 0:20 TKO（ドクターストップ） | HERO'S KOREA 2007                                                              | 2007年10月28日 |
| ×    | ジョー・ドークセン   | 1R 3:35 三角絞め                | DEEP 29 IMPACT                                                                 | 2007年4月13日  |
| ○    | 白井祐矢             | 1R 3:31 KO（右アッパー）        | DEEP 27 IMPACT                                                                 | 2006年12月20日 |
| ×    | 郷野聡寛             | 1R 9:00 腕ひしぎ十字固め        | PRIDE 武士道 -其の拾-                                                          | 2006年4月2日   |
| ○    | 山宮恵一郎           | 5分3R終了 判定3-0               | DEEP 20th IMPACT                                                               | 2005年9月3日   |
| ○    | 島川敦行             | 5分2R終了 判定3-0               | コリア闘技祭 〜G-SHOOTOスペシャル日韓格闘技大会〜                              | 2005年5月11日  |
| ×    | 奥田正勝             | 1R 3:13 KO（パンチ）            | Neo Fight 1 【1回戦】                                                          | 2003年8月30日  |